# OSS 117 tue le taon
OSS 117 tue le taon est un téléfilm français réalisé par André Leroux, diffusé le 13 novembre 1971.

## Synopsis
Un américain en voyage en Europe disparaît brutalement et sa fille mariée à un éminent scientifique reçoit alors une lettre lui demandant de se rendre à Anvers, ce qu'elle fait avec son jeune fils. Tous deux vont disparaître à leur tour. OSS 117 se voit alors chargé par ses supérieurs de résoudre ces disparitions mystérieuses.

## Fiche technique
- Titre : OSS 117 tue le taon
- Réalisation : André Leroux
- Scénario : Josette Bruce et André Leroux d'après OSS 117 tue le taon de Jean Bruce aux Presses de la Cité
- Production : ORTF
- Musique : Georges Delerue
- Photographie : Marc Fossard
- Pays d'origine : France
- Format :
- Genre : Espionnage
- Durée : 75 minutes
- Date de sortie : le 13 novembre 1971

## Distribution
- Alan Scott : Hubert Bonisseur de la Bath, alias OSS 117
- Aude Loring : Muriel Highball
- Vania Vilers : le lieutenant de W.
- René Kolldehoff : Mathieu Weber
- Joss Morgane : l'inspecteur
- Arch Taylor : M. Smith
- Jean-Paul Frankeur : Claus
- Yvon Sarray : le gérant de l'hôtel
- Charles Millot : le premier officier russe
- Serge Spira : le second officier russe
- Claude Carvin : le professeur Beck
- Jacky Davin : le journaliste
- Robert Lefèbvre : le rédacteur

## Autour du film
- Il s'agit de la dernière adaptation d'OSS 117 à l'écran jusqu'à OSS 117 : Le Caire, nid d'espions de Michel Hazanavicius en 2006. La franchise se poursuivra exclusivement dans le domaine littéraire et tombera en désuétude à l'écran comme le montre cette dernière production qui est également la seule pour la télévision.
- Il s'agit également de l'unique adaptation à l'écran d'une aventure d'OSS 117 dont le titre est exactement le même que celui du roman dont il est tiré.